# Kreminna
Kreminna (ukrainska: Кремінна lyssna (fil), ryska: Кременная) är en stad i Luhansk oblast i östra Ukraina. Den var tidigare administrativt centrum för Kreminna rajon, men ingår sedan 2020 i Sievjerodonetsk rajon. Kreminna beräknades ha 18 116 invånare i januari 2022.
Kreminna, som är beläget vid floden Krasna, en biflod till Donets, grundades 1733.